# 吉姆·艾略特
吉姆·艾略特（Philip James Elliot，1927年10月8日—1956年1月8日）是一个福音派基督徒，是在参加试图向厄瓜多尔的瓦欧达尼族传福音的奥卡行动（Operation Auca）时被杀害的五位传教士之一。

## 早年
吉姆·艾略特出生于美国俄勒冈州波特兰，父母是弗雷德和克拉拉。弗雷德为苏格兰后裔，他的祖父母辈开始移居北美。克拉拉的父母在19世纪末20世纪初从瑞士移居华盛顿州东部，在那里他们经营一个大牧场。他们在波特兰相遇，克拉拉学习成为脊椎治疗师，弗雷德献身于基督教事工，是一个浸会小教会的旅行传道人。经过两年的通信，他们于1918年结婚。他们的第一个孩子罗伯特出生于1921年，那时他们住在西雅图，而后面的三个孩子，赫伯特，吉姆和简，都出生在搬到波特兰之后。 艾略特的父母有坚定的基督教信仰，定期带他们去教堂和阅读圣经。艾略特自称在6岁时信仰耶稣，在服从和诚实的家庭中长大。艾略特的父母鼓励孩子的冒险精神，并鼓励他们“为基督而活”。。
1941年，艾略特进入本森理工中学，学习建筑绘图。在那里，他参加了许多活动，包括校报，橄榄球队，学校戏剧和公共演讲俱乐部。他的表演能力使得一些学校的老师认为他可追求以此作为职业，他的口才同样得到了称赞—他在富兰克林·罗斯福总统死后仅数小时，准备并发表了一片纪念演讲, 得到一位老师的称赞。
艾略特经常用自己的语言能力。一位同学回忆说，艾略特援引圣经，向学生会会长解释他拒绝参加学校的舞会。另一次，艾略特冒着被驱逐出公共演讲俱乐部的风险，拒绝发表政治演讲，认为基督徒不应参与政治。他是一名和平主义者，拒绝使用武力来消灭非洲奴隶制的想法，并准备作为一名良心拒服兵役者，拒绝参加第二次世界大战。。

## 大学时代
1945年，吉姆·艾略特进入伊利诺伊州的一所私立基督教大学惠顿学院。他相信锻炼身体和纪律的价值，在大一参加了摔跤队。接下来的一年，他拒绝了学院内一个工作人员的岗位，这会使他免除一年学费，但是要花费相当的时间，他也认为这是很愚蠢的责任。他甚至没有完全确信他的学习的价值，认为哲学，政治学和人类学这些学科会使一个试图跟随上帝的人分心。一学年结束后，他写信给他的父母，表示研究圣经更为重要。
在惠顿期间，艾略特的传教兴趣固定下来。他很快追随其他“信仰差会”的模式：不寻求通过募捐获得赞助。艾略特和他的室友大卫·霍华德都是校园组织学生海外传教团契的成员，艾略特对一个大学基督徒团契（Intervarsity Christian Fellowship）小组关于圣灵在传教中的作用发表演讲。在1947年夏天，他大学二年级后，他和他的朋友罗恩·哈里斯在墨西哥做宣教工作。他在那里呆了六个星期，与一个当地的传教士家庭一同工作，并向其学习。 在次年年底，他参加了大学基督徒团契赞助的
国际学生宣教大会。在那里，他遇到了一位前往巴西的传教士，这次遭遇使他更加坚信他的传教使命是在中美洲部落工作。
艾略特在惠顿的第三年开始时，他决定主修希腊语，他相信这有助于他个人研读圣经以及使得将圣经翻译为传教士尚未前往的民族的语言变得容易。虽然艾略特相信浪漫的关系常常打扰人追求神的旨意，他还是对他的一个同学伊丽莎白·霍华德产生了兴趣。他利用机会更好地了解她和她的家人。他们同意他们相互吸引，但不确定是否上帝的引领，因此他们并没有立即确定恋爱关系。

## 厄瓜多尔
艾略特在威克里夫训练营时，与一位曾经向克丘亚人 传教的传教士一起，第一次练习写下语言的必要技能。这位传教士告诉他瓦欧达尼族的事 –也被称为“奥卡”，克丘亚语意为野蛮 –一群厄瓜多尔土著人，外界认为他们非常暴力和危险。直到7月，艾略特仍然不确定是否去厄瓜多尔或印度。他的父母和朋友认为他如果留在美国从事青少年事工会更有果效，但考虑到国内教会“吃得过饱”，他认为，应国际宣教放在优先地位。
艾略特完成语言学习后，申请护照，并开始制定计划，与他的朋友比尔·卡特斯前往厄瓜多尔。然而，两个月后，卡特斯告诉他说，他打算结婚，不能如他们所计划的陪艾略特前去。这个冬天和1951年春天，艾略特与他的朋友埃德·麦卡利在伊利诺伊州切斯特度过，主持电台节目，在监狱中讲道，举行布道集会，并教导主日学。
那年夏天，麦卡利结婚，迫使艾略特到其他地方寻找一个未婚男人与他在厄瓜多尔开始工作。这名男子就是皮特·弗莱明，毕业于华盛顿大学，拥有哲学学位。他经常打电话给艾略特，在9月，他确信了前往厄瓜多尔的呼召。在此期间，艾略特到东海岸造访朋友，包括伊丽莎白。在他的日记中，他表示希望，他们将会结婚，但同时认为，前往厄瓜多尔的呼召不包括她在内。艾略特在11月返回波特兰，并开始准备离开这个国家。
1952年2月21日，艾略特和弗莱明抵达厄瓜多尔，目的是向厄瓜多尔的瓦欧达尼印第安人传福音。他们先住在基多，然后转移到丛林中。他们居住在Shandia传教站。1953年10月8日，他娶了惠顿校友和传教士伊丽莎白·霍华德。婚礼是一个简单的民事仪式，在基多举行。麦卡利为见证人。这对夫妻在巴拿马和哥斯达黎加过了一个短暂的蜜月，然后返回厄瓜多尔。他们唯一的孩子，Valerie，生于1955年2月27日。艾略特在盖丘亚语的印第安人中传教期间，又开始准备到瓦欧达尼。
艾略特和其他传教士 - 埃德·麦卡利、罗杰·友德里安，皮特·弗莱明，和他们的飞行员，耐特-圣特，从他们的飞机，使用扬声器联系瓦欧达尼人，又投下一篮礼物。几个月后，他们决定在距离印第安村落很近的地方，沿库拉雷河建立一个基地。他们与一小群瓦欧达尼族进行了接触，一名瓦欧达尼人Naenkiwi（他们称为“乔治”）甚至乘坐了他们的飞机。他们受到这些友好接触的鼓励，开始计划访问瓦欧达尼。但是他们不知道 Naenkiwi 对其他人撒了谎，说那些传教士试图杀死他们。大约十名瓦欧达尼勇士在1956年1月8日杀害了艾略特和他的四个同伴。艾略特等人的尸体被发现一起顺流而下，只有埃德·麦卡利的尸体在更下游的地方被发现。

## 遗产

惠顿学院纪念艾略特和埃德·麦卡利的纪念牌

《生活杂志》上发表了10页的文章，描述艾略特和他的朋友们的宣教和死亡。伊丽莎白·艾略特在丈夫去世后，和其他传教士开始工作 among 奥卡印第安人, where 他们继续福音事工。后来她出版了两本书，《全能神翅膀荫下：吉姆·艾略特的生活和遗嘱》（Shadow of the Almighty: The Life and Testament of Jim Elliot）和《通过光辉之门》（Through Gates of Splendor），描述了她丈夫的生命和死亡。1991年，吉姆·艾略特基督教学校在科罗拉多州丹佛成立。1997年，吉姆·艾略特基督教中学在加利福尼亚州Lodi成立。。
2002年，根据他们的故事改编的纪录片《飞跃光辉之门》（Beyond the Gates of Splendor）上映。2003年，一部根据吉姆·艾略特和伊丽莎白的故事改编成的音乐剧《爱高于一切》（Love Above All）由迦密山圣经长老会教堂在新加坡维多利亚剧院及音乐会堂上演。2007年，这部音乐剧在新加坡国立大学文化中心第二次上演。2006年，电影《长矛的尖端》（End of the Spear）上映。